# توکیو متروپولیتن تلویژن
توکیو متروپولیتن تلویژن (به ژاپنی: 東京メトロポリタンテレビジョン株式会社 Tōkyō Metoroporitan Terebijon Kabushiki Kaisha، به انگلیسی: Tokyo Metropolitan Television Broadcasting Corporation) که به صورت خلاصه به توکیو ام‌ایکس (Tokyo MX) مشهور است، تنها ایستگاه تلویزیونی واقع در توکیوی ژاپن است که به صورت انحصاری در خدمت این شهر می‌باشد. توکیو ام‌ایکس با دیگر ایستگاه‌های تلویزیونی مستقر در توکیو، نیپون تلویژن، تی‌وی آساهی، ان‌اچ‌کی، تی‌بی‌اس، تی‌وی توکیو و فوجی تلویژن که منطقه کانتو را پوشش می‌دهند و همگی جزو ایستگاه‌های شاخص شبکه‌های سراسری به حساب می‌آیند، به رقابت می‌پردازد. توکیو ام‌ایکس در ۳۰ آوریل ۱۹۹۳ تأسیس شده‌است و از ۱ نوامبر ۱۹۹۵ پخش برنامه‌های خود را آغاز نموده است.